# Lokomotiva Ee 3/3
Ee 3/3 je řada elektrických posunovacích lokomotiv Švýcarských spolkových drah (SBB). Jedná se o třínápravové lokomotivy se spojnicovým pohonem náprav, stanoviště strojvedoucího se s výjimkou několika prvních kusů nachází uprostřed.
| Sériová čísla | Rok výroby | Tažná síla | Poznámky                                                                                       |
| ------------- | ---------- | ---------- | ---------------------------------------------------------------------------------------------- |
| 16311–16326   | 1928       | 88 kN      | stanoviště na kraji lokomotivy ("Žehlička", "Polobotka") 8 lokomotiv v provozu až do roku 1997 |
| 16331–16350   | 1930–1931  | 88 kN      | nové rychlejší řazení rychlostních stupňů                                                      |
| 16351–16376   | 1932–1942  | 88 kN      |                                                                                                |
| 16381–16414   | 1944–1947  | 98 kN      | maximální rychlost zvýšena na 50 km/h, hmotnost snížena z 45 na 39 tun                         |
| 16421–16430   | 1951–1956  | 118 kN     | hmotnost opět zvýšena na 45 tun (pomocí přítěže)                                               |
| 16431–16440   | 1961–1962  | 118 kN     |                                                                                                |
| 16441–16460   | do 1966    | 118 kN     |                                                                                                |

Pro nasazení na tratích s odlišnými napájecími systémy byly později vyráběny dvousystémové lokomotivy SBB Ee 3/3II (15 kV, 16 2/3 Hz (Švýcarsko); 25 kV, 50 Hz (Francie)) a čtyřsystémové lokomotivy SBB Ee 3/3IV (15 kV, 16 2/3 Hz; 25 kV, 50 Hz; 1500 a 3000 V stejnosměrný proud (Itálie, jižní Francie)).